# روچن (کوه‌های ژورا)
روچن (به لاتین: Ruchen) یک کوه در سوئیس است که در Basel-Landschaft/Canton of Solothurn واقع شده‌است. روچن ۱٬۱۲۳ متر بالاتر از سطح دریا واقع شده‌است.